# Караичев (Каменский район)
Караичев — хутор в Каменском районе Ростовской области.
Входит в состав Уляшкинского сельского поселения.

## История
Находясь в составе Области Войска Донского, на хуторе существовала Троицкая церковь.

## Население
| 2010 | 2016 |
| ---- | ---- |
| 102  | ↗117 |

## Улицы
На хуторе имеются две улицы: Заречная и Центральная.